# Середи
Сере́ди — село в Україні, в Звягельському районі Житомирської області. Населення становить 1035 осіб. Входить до складу Ємільчинської селищної громади.

## Географія
Через село протікає річка Бересток, ліва притока Уборті.

## Історія
Перша письмова згадка в 1603 роцi в актi роздiлу володiнь князя Василя Констянтиновича Острозького мiж його синами Янушем i Олександром. Село в складi Барашiвської волостi дiсталось князю Олександру Острозькому.  
По першiй переписi Росiйської iмперiї за 1897 рiк, cело в складi Емільчинської волості Новоград-Волинського повіту Волинської губернії. Відстань від повітового міста 33 версти від волості 4. Дворів 248, мешканців 1570.

## Постаті
- Омельченко Данило Тихонович (2001—2022) — солдат Збройних сил України, учасник російсько-української війни, відзначився у ході російського вторгнення в Україну.
- Шельмук Анатолій Володимирович (1975—2015) — прапорщик Збройних сил України, учасник російсько-української війни.